# Quốc lộ 3 (Ba Lan)

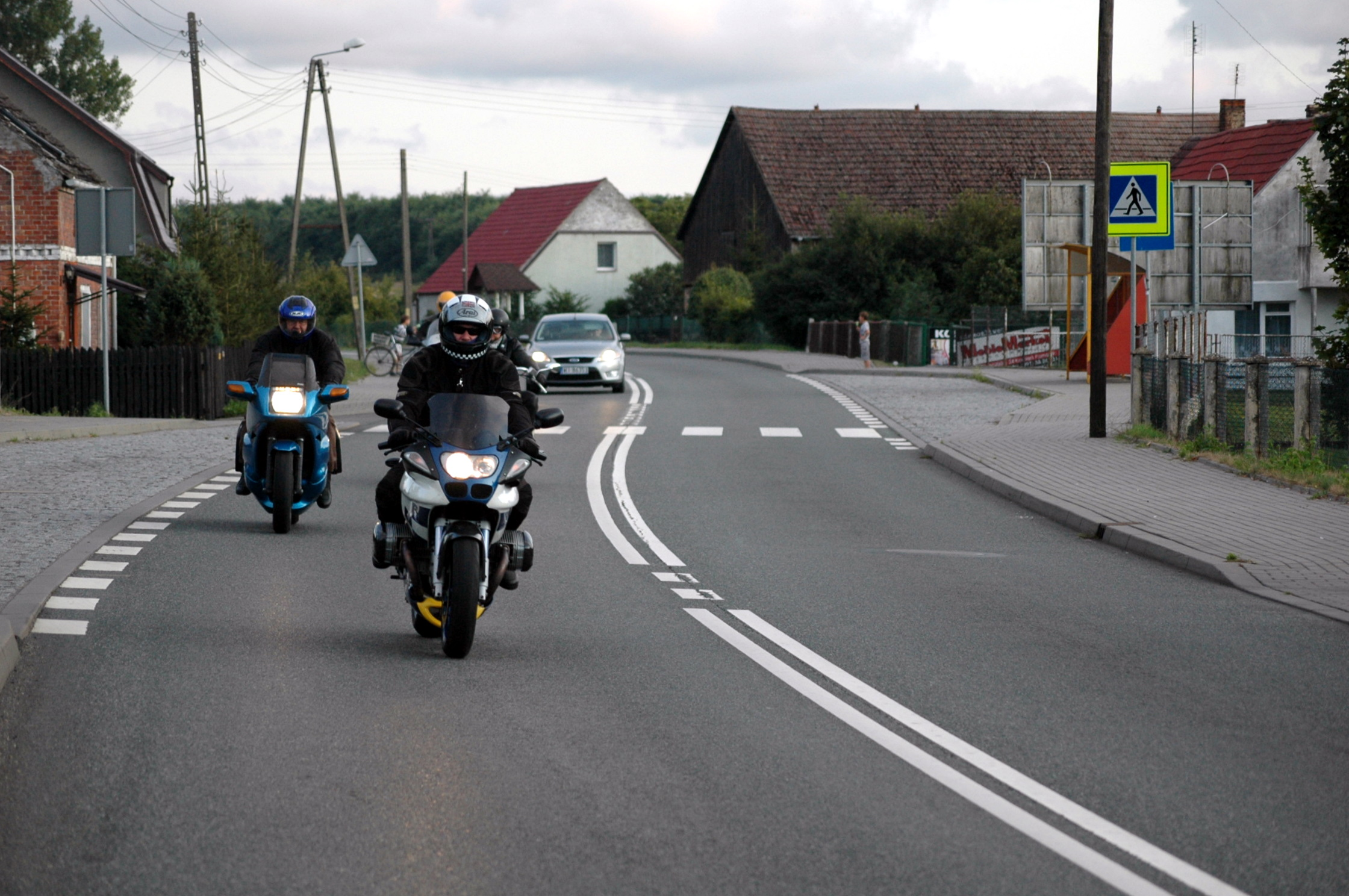
Quốc lộ 3 ở Ostromice

Quốc lộ 3 (tiếng Ba Lan: Droga krajowa nr 3) là một tuyến đường thuộc mạng lưới đường bộ quốc gia Ba Lan. Con đường cao tốc này nối liền các vùng tây bắc và tây nam của Ba Lan, chạy từ Świnoujście tại biên giới Đức đến Jakuszyce tại biên giới Séc, đi qua Tây Pomeranian, Lubusz và Lower Silesian voivodeships. Quốc lộ 3 là một phần của quốc lộ châu Âu E65.
Quốc lộ 3 hiện đang được nâng cấp, tu sửa thành đường cao tốc S3. Sau khi việc tu sửa hoàn tất, đường cao tốc cũ được phân loại lại là đường Gmina. Đường cao tốc cũ này chạy song song hoặc gần các đoạn đường đã hoàn thành của đường cao tốc hiện đại.

## Các thành phố và thị trấn lớn dọc theo tuyến đường
- Świnoujście (đường 93)
- Goleniów (đường 6)
- Szczecin (đường 6, 10)
- Myślibórz (đường 26)
- Gorzów Wielkopolski (đường 22)
- Skwierzyna (đường 24)
- Świebodzin (đường 2)
- Sulechów (đường 32)
- Zielona Góra (đường 32)
- Drożów (đường 12)
- Lubin (đường 36)
- Legnica (đường 4, 94)
- Bolków (đường 5)
- Jelenia Góra (đường 30)
- Jakuszyce, biên giới với Cộng hòa Séc